# Ayesha Durrani
Ayesha Durrani, también conocida como Aisha-i-Durani y Aisha Durrani (siglo XVIII) fue una poeta afgana. Varios de sus poemas se compilaron en un manuscrito en 1882, y se le atribuye  la fundación de la primera escuela para niñas en Afganistán.

## Biografía
Ayesha Durrani nació a fines del siglo XVIII en Afganistán. Pertenecía a la poderosa familia Barakzai, hija de Yaʻqūb Ali Khān Barakzai,  más tarde se casó con Tīmūr Shāh Durrānī, el segundo gobernante del Imperio durrani.
Se convirtió en una poeta activa en los últimos años del siglo XVIII y continuó componiendo poesía hasta el siglo XIX, escribió qasidas, ghazals, y estaba bien versada en árabe, literatura persa y en la ley islámica . Varias fuentes también señalaron que Durrani fundó la primera escuela para niñas en Afganistán.
Cuando el Imperio durrani colapsó y surgió el Emirato de Afganistán, gobernado por Barakzai en el siglo XIX, la poesía de Durrani obtuvo un interés renovado.Muchos de sus poemas fueron compilados por un escriba afgano anónimo en un manuscrito de 336 páginas en 1882.

## Legado
Después de la Revolución Saur de 1978, el gobierno afgano promovió el estudio de las obras de Durrani en un esfuerzo por movilizar el apoyo femenino a los programas sociales del gobierno.
Tras el derrocamiento del gobierno talibán de Afganistán liderado por Estados Unidos, que había prohibido a las mujeres seguir una educación después de los ocho años, una agencia alemana de ayuda exterior reconstruyó dos escuelas para niñas en Kabul, nombrando a una de ellas Escuela Aisha-i-Durani. en honor al poeta.